# Justinian II.

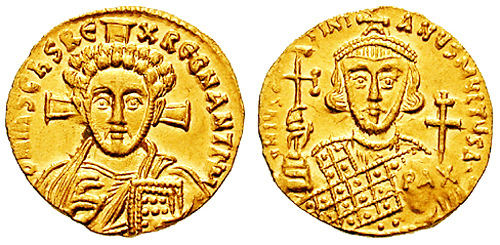
Auf der Rückseite dieses Solidus, der während der zweiten Regierungszeit Justinians geprägt wurde, trägt der Kaiser einen Globus mit der Aufschrift PAX („Frieden“). Auf der Vorderseite ist Christus abgebildet.

Justinian II. (mittelgriechisch Ἰουστινιανός Βʹ; * 668/669; † 711 in der Nähe von Damatrys in Bithynien) mit dem Beinamen Rhinotmetos (Ῥινότμητος „mit der abgeschnittenen Nase“) war byzantinischer Kaiser (685–695 und 705–711). Mit ihm endete die Herakleische Dynastie.

## Familie
Justinian war der ältere der beiden Söhne des wegen seiner überragenden militärischen Erfolge populären Kaisers Konstantin IV. Dieser hatte seinen beiden jüngeren Brüdern Herakleios und Tiberios die Nasen abschneiden lassen, um sie nach damaligem Brauch für die Kaiserwürde zu disqualifizieren und so seine Alleinherrschaft und die Thronfolge seines Sohnes zu sichern. Als Konstantin 685 im Alter von etwa 33 Jahren an Dysenterie starb, konnte der etwa sechzehnjährige Justinian problemlos den Thron besteigen. Justinian war mit einer Frau unbekannter Herkunft namens Eudokia verheiratet; diese Kaiserin starb noch vor dem Ende des 7. Jahrhunderts. Mit ihr hatte er eine Tochter.

## Außen- und Siedlungspolitik

Die Themen in den 750er-Jahren

Der neue Herrscher hatte sich zunächst mit zwei vordringlichen Gefahren zu befassen: der anhaltenden arabischen Expansion und der kriegsbedingten Entvölkerung strategisch wichtiger Regionen, in denen sich Angehörige fremder Völker ansiedeln konnten. Eine große Gefahr für das Reich war die slawische und bulgarische Besiedlung der bereits Sklavinia genannten Gebiete südlich der Donau. Diesen Herausforderungen wollte Justinian durch eine Kombination von militärischem Vorgehen mit einer großangelegten Umsiedlungspolitik begegnen. Dabei erzielte er aber nur Teilerfolge. Nach einem erfolgreichen Feldzug gegen die Slawen 688 siedelte er Zehntausende von unterworfenen Slawen und Bulgaren als Wehrbauern in der byzantinischen Provinz (Thema) Opsikion in Kleinasien an. Etwa um diese Zeit kam es auch zu Kämpfen mit den Arabern, die für die byzantinische Seite vorteilhaft verliefen. Darauf bat der Kalif Abd al-Malik 688/689 um Frieden. Die beiden Herrscher einigten sich auf eine gemeinsame Verwaltung Zyperns und hälftige Teilung der dortigen Steuereinkünfte; außerdem verpflichteten sich die Araber zu regelmäßiger Tributzahlung. Die Regelung für Zypern erwies sich trotz aller folgenden Kriege als langfristig stabil.
Mit der Übersiedlung eines großen Teils der christlichen Mardaïten aus dem Libanon ins byzantinische Gebiet, die im Einvernehmen mit dem Kalifen erfolgte, konnte Justinian entvölkerte Gebiete stärken. Zugleich entlastete er aber den arabischen Feind, dem mardaïtische Widerstandskämpfer erhebliche Schwierigkeiten bereitet hatten.
Der Frieden mit dem Kalifen hielt nur wenige Jahre. Justinian holte Bewohner Zyperns aufs Festland und siedelte sie in der neu gegründeten, nach ihm benannten Stadt Nea Justinianopolis (lateinisch Nova Justiniana) im Gebiet von Kyzikos an. Mit dieser einseitigen Aktion verringerte Justinian die Steuereinkünfte des Kalifen aus Zypern. Der Kalif protestierte erfolglos. Zur Verschlechterung der Beziehungen trug anscheinend auch der Umstand bei, dass der Kaiser erstmals in der byzantinischen Geschichte Münzen mit dem Bild Christi prägen ließ, was für die Muslime eine Provokation darstellte. Die Araber beschuldigten Justinian des Vertragsbruchs und griffen an. Auch byzantinische Geschichtsschreiber geben dem Kaiser die Schuld am Kriegsausbruch, doch der tatsächliche Verlauf der Ereignisse ist unklar. Bei Sebastoupolis (heute Sulu-Saray) nordwestlich von Sebasteia (heute Sivas) kam es im Sommer/Herbst 692 (nicht 693, wie in der älteren Forschung vermutet) zur Schlacht. Der arabische Feldherr Muhammad ibn Marwan, ein Bruder des Kalifen, brachte den Byzantinern eine schwere Niederlage bei. Entscheidend für den Ausgang der Schlacht war, dass die zum Kampf zwangsrekrutierten umgesiedelten Slawen zu den Arabern überliefen. Darauf mussten die Byzantiner Teile des bisher von ihnen beherrschte Themas Armeniakon räumen. Die Kämpfe gegen Muhammad waren 695 noch im Gange.

## Religionspolitik
Im Osten des Reiches hatte sich die Glaubenslehre der häretischen Paulikianer unter Simeon-Titus seit dem Tod ihres Apostels Konstantin von Mananalis weiter verbreitet, sodass Justinian II. 690 befahl, deren Anhänger zu verfolgen und zu töten. Simeon-Titus wurde 694 gefangen genommen und wie viele seiner Anhänger auf einem Scheiterhaufen verbrannt. 691 berief der Kaiser ein Konzil ein, das Quinisextum oder Trullanum II, das als Ökumenisches Konzil gedacht war. Mit den Konzilsbeschlüssen, die das Staatskirchenrecht erneuern und vereinheitlichen sollten, wollte er Unterschiede zwischen der östlichen und der westlichen Kirche durch ein Machtwort beseitigen. Papst Sergius I. verweigerte jedoch seine Zustimmung. Nach der Darstellung des Liber Pontificalis wollte Justinian den Papst verhaften und nach Konstantinopel bringen lassen; der byzantinische Beauftragte scheiterte jedoch am entschlossenen Widerstand der Römer und papsttreuer Milizen. Diese Schilderung aus päpstlicher Sicht mag übertrieben sein, doch endete der Konflikt offenbar mit einem Fehlschlag der Kirchenpolitik Justinians. Im Ergebnis wurden die Gegensätze nicht beseitigt, sondern verschärft.

## Innenpolitik und Sturz
Als Verdienste Justinians werden das Bauerngesetz (nómos georgikós) und eine Steuerreform betrachtet. Allerdings ist unklar, ob das dem Schutz des Eigentums freier Bauern dienende Bauerngesetz eine legislative Neuerung Justinians oder nur eine Aufzeichnung von damals bereits geltendem Recht war. Die Steuerreform (Abschaffung des spätantiken Steuersystems und Einführung einer Herdsteuer) war zwar sinnvoll, verschaffte dem Kaiser aber keine Popularität. Bei den Vornehmen und Wohlhabenden machte er sich durch rücksichtslose Steuereintreibungen, bei denen auch gefoltert wurde, verhasst. Sein großer Geldbedarf hing unter anderem mit kostspieligen Bauprojekten zusammen, mit denen er seinem Vorbild Justinian I. nacheiferte. So zerbröckelte seine Machtbasis, und 695 gelang es seinen Gegnern, durch eine Intrige eine Revolution der hauptstädtischen Bevölkerung auszulösen. Es wurde behauptet, der Kaiser wolle den Patriarchen ermorden lassen und in Konstantinopel ein Massaker veranstalten. Dieses haltlose Gerücht wurde sofort geglaubt. Justinian wurde festgenommen, ihm wurde im Hippodrom öffentlich die Nase abgeschnitten und er wurde nach Chersones auf der Krim (in der Nähe des heutigen Sewastopol) verbannt.

## Exil und Rückkehr
Aus Chersones flüchtete Justinian ins Reich der damals noch heidnischen Chasaren, deren Herrscher (Khagan) ihn ehrenvoll aufnahm und ihm seine Schwester zur Frau gab. Sie wurde getauft und erhielt den Namen der berühmten Frau Justinians I., Theodora. Das Paar ließ sich in der Stadt Phanagoria nieder. Nach der in Byzanz herrschenden Auffassung war eine solche Ehe nicht standesgemäß.
Als die Byzantiner unter Tiberios II. auf Justinians Auslieferung oder Tötung drängten, gab der Khagan ihnen nach und versuchte seinen Schwager ermorden zu lassen. Justinian wurde jedoch gewarnt und konnte fliehen, während seine Frau an den Hof ihres Bruders zurückkehrte.
Justinian floh zusammen mit einigen Vertrauten mit einem Fischerboot aus Phanagoria über das Schwarze Meer an die Donaumündung zu den Bulgaren, die damals noch keine Christen waren, und verbündete sich mit deren Khan Terwel. Justinian hatte Terwel für dessen Hilfe seine Tochter zur Frau versprochen. Im Frühjahr 705 konnten er und Terwel mit einem bulgarischen Heer nach Konstantinopel vordringen. Nach dreitägiger Belagerung drang Justinian durch einen Aquädukt in die Stadt ein. Der überraschte Kaiser Tiberios II. leistete kaum Widerstand.

## Zweite Regierungszeit
So bestieg Justinian zum zweiten Mal den Thron. Er ließ nun seine Frau Theodora aus dem Chasarenreich holen und krönen und versöhnte sich mit seinem Schwager. Theodora war die erste Kaiserin ausländischer Herkunft. Ihr Sohn Tiberios war in Justinians Abwesenheit geboren worden; er wurde zum nominellen Mitkaiser erhoben und auf Münzen zusammen mit Justinian abgebildet.
Angeblich trat Justinian Terwel zum Dank das byzantinische Gebiet Zagoria (Zagorje) ab; dies wird von der Forschung aber als unglaubwürdig eingeschätzt. Jedenfalls erhielt Terwel den Titel Caesar. Dieser Titel wurde gewöhnlich Personen verliehen, die mit dem Kaiser verwandt oder verschwägert waren; mit einem Anspruch auf die Thronfolge war er damals nicht mehr verbunden, auch nicht mit konkreten Machtbefugnissen. Terwel war der erste Ausländer, der diesen Titel erhielt. Er kehrte in sein Reich zurück, als dessen legitimer Herrscher er nun von Byzanz anerkannt war.
In seiner zweiten Regierungszeit entfaltete Justinian ein Terrorregime mit Massenhinrichtungen. Die ehemaligen Kaiser Leontios (695–698) und Tiberios II. (698–705), die während seiner Verbannungszeit regiert hatten, wurden nach einer eindrucksvoll inszenierten öffentlichen Demütigung hingerichtet, der Patriarch Kallinikos I. abgesetzt und geblendet.
708 richtete er sich in der Schlacht von Anchialos gegen seinen ehemaligen Helfer Terwel, um das Gebiet Zagoria wieder zu unterwerfen. Justinian wurde jedoch von den Bulgaren geschlagen und musste in der dritten Nacht nach der Schlacht auf einem Schiff fliehen.
Unklar sind die Hintergründe einer byzantinischen Strafexpedition gegen die eigene Exarchatshauptstadt Ravenna. Infolge dieser Schwächung des Reichs konnten die Araber im Nordwesten Afrikas weiter vordringen und dessen letzte verbliebene Außenposten auf dem afrikanischen Festland (u. a. Septem) einnehmen. Damit endete die byzantinische Herrschaft im Maghreb.
Die Umstände, die schließlich zum erneuten Sturz Justinians führten, sind mysteriös. 711 sandte der Kaiser wiederholt Flotten nach Cherson, angeblich um sich für die Haltung der Stadtbewohner während seiner dortigen Verbannungszeit zu rächen. Ein anderer, wohl wichtigerer Grund war, dass sein chasarischer Schwager im Einvernehmen mit einem Teil der Stadtbevölkerung versuchte, Cherson unter seine Kontrolle zu bringen. Justinians Truppen konnten die Stadt zunächst unterwerfen, verbündeten sich dann jedoch mit den Einwohnern und den Chasaren. Darauf entsandte er eine neue Flotte. Diese Truppen belagerten zunächst die Stadt, schlossen sich dann jedoch der Rebellion an, und die Flotte der Aufständischen segelte nach Konstantinopel. Sie konnten die Hauptstadt mühelos einnehmen, denn Justinian hatte keine Verteidiger mehr. Vergeblich versuchte er von Kleinasien aus mit Unterstützung von Terwels Truppen (3000 Mann) Widerstand zu mobilisieren. Er wurde kampflos gefangen genommen und geköpft. Sein Kopf wurde nach Rom und Ravenna geschickt und dort ausgestellt. Man tötete auch seinen einzigen Sohn, den sechsjährigen Thronfolger Tiberios. Neuer Kaiser wurde Philippikos Bardanes, der den Aufstand in Cherson angeführt hatte.

## Rezeption und Einschätzung in der Forschung
Alle byzantinischen Geschichtsschreiber – allerdings ist kein zeitgenössisches Werk erhalten, wenngleich die Chronik des Traianos Patrikios von Theophanes benutzt wurde – beurteilen die Regierung Justinians negativ. Er wird als grausamer Tyrann geschildert. Die Chroniken spiegeln die Haltung der vornehmen und wohlhabenden Kreise wider, die unter der Steuereintreibung des Kaisers gelitten hatten, und seiner ihm feindlichen Nachfolger. Wegen dieser Einseitigkeit sind ihre Berichte nur begrenzt glaubwürdig. Allerdings vermitteln auch westliche Quellen ein sehr ungünstiges Bild. Vor allem wird Justinian Rachsucht vorgeworfen und die große Zahl der von ihm angeordneten Hinrichtungen betont, wobei manche Angaben übertrieben sind.
Die moderne Forschung bemüht sich um ein ausgewogenes Urteil. Unstrittig ist, dass Justinian in beiden Regierungszeiten durch eigenes Versagen entscheidend zum Scheitern seiner Politik beigetragen hat. Beim Tode seines Vaters hatte er eine innen- und außenpolitisch vorteilhafte Lage vorgefunden, das Ansehen der Dynastie war hoch. Mit seiner Schroffheit und der Härte seiner Maßnahmen schuf er sich unzählige Feinde. Zum Verhängnis wurde ihm seine Unfähigkeit, Konsens aufzubauen und die Loyalität der von seinen Anordnungen Betroffenen zu gewinnen. Bezeichnenderweise vollzog sich sein Sturz sowohl 695 als auch 711 schnell und kampflos. In beiden Krisen wandten sich die Massen gemeinsam mit den Vornehmen gegen ihn, und niemand wollte für ihn kämpfen.
Dass er als verstümmelter und allgemein verhasster Flüchtling ausländische Unterstützung mobilisierte und erneut an die Macht kam, zeugt von seiner außerordentlichen Tatkraft, die seinen Mangel an Weitsicht aber nicht kompensieren konnte. Nachdem sich gezeigt hatte, dass auch ein Verstümmelter regieren konnte, gaben die Byzantiner die zuvor beliebte Maßnahme des Nasenabschneidens auf.